# Relaxation (Naturwissenschaft)
Relaxation bezeichnet im naturwissenschaftlichen Bereich den Übergang eines Systems über Relaxationsprozesse in seinen Grundzustand oder in einen Gleichgewichtszustand (häufig nach einer Anregung oder einer äußeren Störung).
Die Relaxationszeit (genauer Relaxationszeitkonstante) beschreibt die charakteristische Zeit, in welcher sich ein System (meist exponentiell) dem stationären Zustand annähert. Anschaulich hat sich das System nach der Dauer einer Relaxationszeitkonstante merklich auf seinen Gleichgewichtszustand zubewegt; nach der Dauer von drei bis sechs Relaxationszeitkonstanten kann man gewöhnlich von einer weitgehend abgeschlossenen Relaxation ausgehen. Der Kehrwert der Relaxationszeitkonstante wird als Relaxationsrate bezeichnet.

## Mathematische Beschreibung

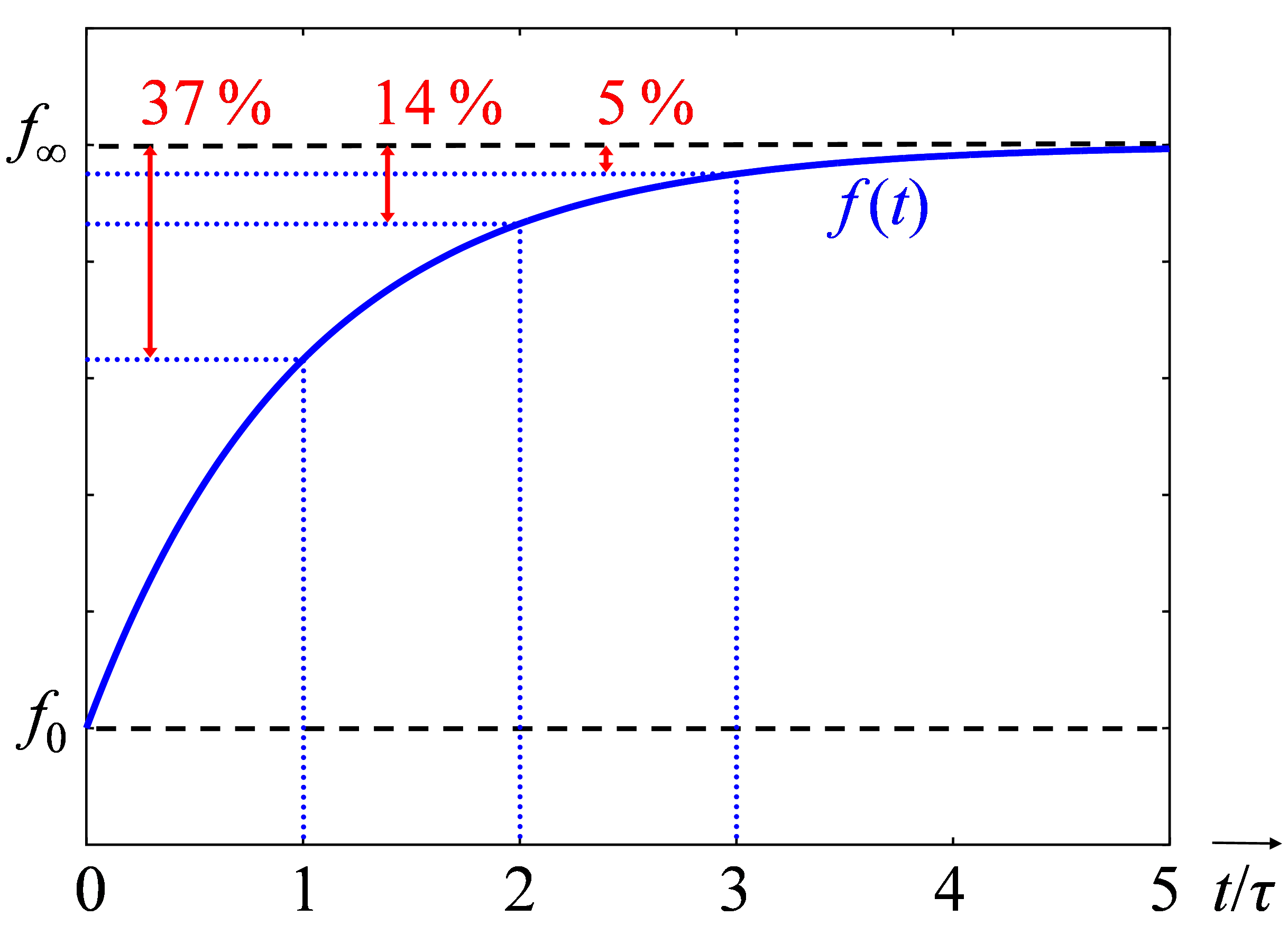
Exponentielle Relaxation einer Größe vom Ausgangswert zum Gleichgewichtswert im Fall.

Wenn die Relaxation einer Größe {\displaystyle f(t)} vom Anfangswert {\displaystyle f_{0}} zum asymptotischen Endwert {\displaystyle f_{\infty }} einem exponentiellen Gesetz folgt:
{\displaystyle f(t)=f_{\infty }+(f_{0}-f_{\infty })\cdot \mathrm {e} ^{-{\frac {t}{\tau }}}},
dann ist {\displaystyle \tau } die zugehörige Relaxationszeitkonstante und {\displaystyle R=1/\tau } die Relaxationsrate.
Nach der Zeit {\displaystyle t=\ln(2)\cdot \tau \approx 0{,}69\cdot \tau } (Halbwertzeit) hat sich die Größe bis auf die Hälfte dem Endwert angenähert, nach {\displaystyle t=\tau } auf ca. 36,8 % ({\displaystyle =1/e}), nach {\displaystyle t=2\tau } bis auf ca. 13,5 % und nach {\displaystyle t=3\tau } bis auf ca. 5,0 %; d. h., das System ist zu diesem Zeitpunkt zu ca. 95 % (also fast vollständig) relaxiert.
Im Falle komplizierterer (zum Beispiel gestreckt-exponentieller) Zeitabhängigkeiten kann man die Relaxationszeit definieren als
{\displaystyle \langle \tau \rangle =\int _{0}^{\infty }{\frac {f(t)-f_{\infty }}{f_{0}-f_{\infty }}}\mathrm {d} t}.

## Beispiele
- Die Wärmeübertragung mit der thermischen Relaxationszeit {\displaystyle t_{\text{R}}={\tfrac {mc}{\alpha A}}}; diese beschreibt, wie schnell sich die Temperatur eines Körpers an die veränderte Umgebungstemperatur anpasst (Newtonsches Abkühlungsgesetz). Hier ist {\displaystyle m} die Masse des Körpers, {\displaystyle c} die spezifische Wärmekapazität, {\displaystyle \alpha } der Wärmeübergangskoeffizient und {\displaystyle A} die Grenzfläche.
- Die Magnetisierungsrelaxation bei der Kernspinresonanz (NMR) oder Elektronenspinresonanz (ESR) mit den Relaxationszeiten {\displaystyle T_{1}} und {\displaystyle T_{2}} der longitudinalen und transversalen Magnetisierung.
- Der Lade- und Entladeprozess des Kondensators eines RC-Glieds in der Elektronik mit der Relaxationszeit {\displaystyle \tau =R\cdot C}, siehe Zeitkonstante.
- Die Violent Relaxation der kinetischen Energie eines Sterngases oder Galaxienhaufens, so dass sich ein thermisches Gleichgewicht einstellt.
- Der zeitliche Ablauf einer chemischen Reaktion gemessen mit der Relaxationsmethode, siehe auch Kinetik (Chemie).
- Die zeitliche Abnahme der mechanischen Spannung bei konstanter Dehnung in der Festigkeitslehre, siehe Relaxationsversuch.
- Bewegt sich ein Ion (Zentralion) einer Salzlösung im elektrischen Feld mitsamt seiner Ionenwolke von „Gegenionen“, so muss es in Bewegungsrichtung die Ionenwolke jeweils neu aufbauen und „hinter sich“ wieder abbauen. Dieser Vorgang benötigt Zeit, die sogenannte Relaxationszeit. Dadurch wird das Ion von seiner Ionenwolke gebremst. Dieser Effekt wird als Relaxationseffekt oder Asymmetrieeffekt bezeichnet und verringert die elektrolytische Leitfähigkeit der Lösung. Bei hohen Frequenzen (oberhalb 1 MHz) verschwindet dieser Effekt. Letzteres wird als Dispersionseffekt oder Debye-Falkenhagen-Effekt bezeichnet.[1]
- bei Gasentladungsröhren: Ionisierungszeit (Zündverzugszeit/Einschaltzeit/Aufbauzeit) und Entionisierungszeit (Erholzeit/Abschaltzeit) sind Relaxationszeiten. Auftreten z. B. bei: Glimmlampen, Gasableitern, Sperrröhren, Kaltkathoden-Relaisröhren, Thyratrons, Ignitrons Gasgleichrichtern/Quecksilberdampfgleichrichtern und Zählrohren, sowie Hochdrucklampen und Höchstdrucklampen und Blitzröhren. Die übliche Ionisierungszeit liegt bei Kaltkathodenröhren mit/ohne Hilfsentladung unter 0,1 ms/deutlich über 0,1 ms. Die Entionisierungszeit liegt zwischen 0,1 und 10 ms, wenn zuvor hohe Ströme geflossen sind auch höher. Wegen der höheren Entionisierungszeit (Abschaltzeit) bestimmt diese praktisch meist allein die Grenzfrequenz einer Gasentladungsröhre. Die Grenzfrequenz von Kaltkathodenröhren liegt meist im Bereich 0,5 bis 2 kHz.[2] Bei gasgefüllten Zählrohren für Radioaktivität bestimmt die Entionisierungszeit die maximal mögliche Zählfrequenz.
- bei Halbleiterbauelementen:
  - bei Dioden: Sperrverzögerungszeit (Rückwärtserholzeit) {\displaystyle t_{rr}} und die damit verknüpfte maximale Betriebsgrenzfrequenz {\displaystyle f_{G}} [3]
  - bei Thyristoren und Triacs: Zündverzugszeit {\displaystyle t_{gd}} bzw. die identische Einschaltzeit {\displaystyle t_{\text{on}}}; sowie die Auschaltzeit {\displaystyle t_{\text{off}}} oder die identische Freiwerdezeit {\displaystyle t_{q}} [4]
  - bei Bipolar-Transistoren: Einschaltzeit {\displaystyle t_{\text{on}}}, die sich additiv aus Verzögerungszeit {\displaystyle t_{a}} und Anstiegszeit {\displaystyle t_{r}} zusammensetzt; sowie die Auschaltzeit {\displaystyle t_{\text{off}}}, die sich additiv aus Speicherzeit {\displaystyle t_{s}} und Abfallzeit {\displaystyle t_{f}} zusammensetzt[5]
- Zeitkonstante {\displaystyle T_{P}} in der Regelungstechnik, insbesondere für reale PID-Regler mit Verzögerungsglied 1. Ordnung

- oft wird bei Halbleitern auch von der Erholzeit oder Erholungszeit gesprochen, wenn sie sich in der Sättigung befanden und zur Rückkehr in den "Normalbetrieb" überzählige Ladungsträger (Ladungen) aus dem Substrat ausräumen müssen.

## Weitere Bedeutungen
In der Festkörperphysik und Oberflächenchemie wird das Vorliegen von veränderten Atomabständen an oder nahe der Festkörperoberfläche als (Oberflächen-)Relaxation bezeichnet. Hierbei handelt es sich nicht um einen dynamischen Relaxationsprozess im Sinne der oben gegebenen Beschreibung.